# Sport Klub
Sport Klub je skup sportskih kanala koji se emitiraju putem IPTV i satelita na području Bosne i Hercegovine, Hrvatske i Slovenije. Kanal emitira različite vrste sportova kao što su: nogomet, košarka, tenis, moto sport, odbojka, hokej, rukomet i američki nogomet. Vlasnik je United Group koja je vlasnik i kanala Nova TV, Doma TV, N1 i Fight Channel. 
Na kanalima Sport Kluba emitiraju se utakmice popularnih nogometnih liga poput njemačke Bundeslige, turske Süper Lig, ukrajinske Premier lige, kvalifikacija za FIFA-ina reprezentativna natjecanja, AFC Liga prvaka, a 2020. godine bili su vlasnici prava za Europsko prvenstvo u nogometu. Od ostalih sportova, prenose košarkašku Euroligu, motosport utrke  Formule 1 i Moto GP-a te teniske turnire Masters 1000 i iz serije ATP 500 kao i odabrane grand slamove. 
Prvo ime programa bilo je Sport Klub, a od 22. rujna 2013. godine u sklopu promjene naziva i vizualnog identiteta programi su stilizirano nazvani SK 1-10, a tu su još SK Golf, SK Fight, SK Esports te SK HD i SK 4K.
Kanali Sport Kluba u Hrvatskoj dostupni su kod operatera Telemach (EON TV i EON SAT-Total TV).
Od 2. travnja 2025. godine kanali su se ugasili za područje Srbije, Crne Gore i Sjeverne Makedonije. Sadržaje Sport Kluba u tim zemlja prenosit će Arena Sport.

## Povijest poslovanja u Hrvatskoj
U siječnju 2020. godine, Hrvatski telekom putem svojih platformi EVOtv i Iskon.TV, izbacuje Sport Klub kanale iz svoje ponude zbog nepovoljne cijene koju je za njih tražio vlasnik.
Početkom 2021. United Group završava pregovore s kabelskim distributerom A1 Hrvatska s kojim ne dolazi do poslovne suradnje. Zbog toga, kanali Sport Klub od 29. ožujka 2021. više nisu u ponudi tog telekoma, a od 1. kolovoza 2022. godine identična promjena dogodila se i kod Hrvatskog telekoma koji gasi kanale Sport Kluba i na MAXtv-u.
Od kolovoza 2022. godine do danas, kanali Sport Kluba u Hrvatskoj dostupni su kod operatera Telemach (EON TV i EON SAT-Total TV).

## Vanjske poveznice
- Službena web stranica
- Televizijski program za područje Hrvatske